# Baumgartenberg
Baumgartenberg település Ausztriában, Felső-Ausztria tartományban, a Pergi járásban. Tengerszint feletti magassága 237 méter, területe 15,73 km².

## Elhelyezkedése
Baumgartenberg Arbing, Münzbach, Klam, Saxen, Ardagger és Mitterkirchen im Machland településekkel határos.

## Népesség
| 2016 | 1 683 |
| 2018 | 1 734 |